# Powrót ’Allo ’Allo!
Powrót ’Allo ’Allo! (ang. The Return of ’Allo ’Allo!) – ostatnia chronologicznie odsłona serialu ’Allo ’Allo!. Ma postać 100-minutowego filmu telewizyjnego, w którym sceny fabularne stanowiące niejako epilog serialu przeplatają się z materiałami dokumentalnymi na temat jego historii, w tym licznymi wypowiedziami m.in. jego twórców i aktorów. Zdjęcia miały miejsce w marcu 2007 w Manchesterze, a pierwsza emisja 28 kwietnia 2007 na BBC One.

## Część fabularna
Sceny fabularne nagrane zostały w bardzo teatralnej atmosferze: na ekranie widać liczną publiczność wyposażoną w kojarzące się z serialem gadżety, aktorzy zaś grają wśród scenografii mającej przypominać główną salę serialowej Café René. Tekst napisała grupa scenarzystów pod wodzą jednego z dwóch głównych autorów serialu, Jeremy’ego Lloyda. Najważniejszą postacią jest tradycyjnie René Artois, mocno już podstarzały i opuszczony przez wszystkich poza swoją ukochaną Yvette, który spisuje swoje wojenne pamiętniki. W kolejnych scenach odwiedzają go niegdysiejsi stali bywalcy jego lokalu, a my przy okazji dowiadujemy się, co u nich słychać. I tak oficer Crabtree nie wrócił do Anglii, lecz został w Nouvion i wciąż jest żandarmem. LeClerc został milionerem i poślubił Mimi, ich szoferem jest zaś (kiedyś porucznik) Gruber. W mieście wciąż mieszka także Michelle. W finale na planie pojawiają się także angielscy lotnicy i sam Jeremy Lloyd. 

### Sprzeczności
Dalsze losy bohaterów Allo! Allo! zaprezentowane w tym odcinku różnią się od pierwotnego zakończenia serialu, ukazanego w ostatnim odcinku jego dziewiątej serii. Według pierwszej wersji porucznik Gruber (którego zamiłowanie do malarstwa było wielokrotnie wspominane w serialu) poślubił po wojnie Helgę (zaprzeczając jednocześnie swemu sugerowanemu przez cały serial homoseksualizmowi) i został bogatym marszandem. Szoferem – i to pracującym dla Gruberów – został natomiast pułkownik von Strohm. Tymczasem René wychował adoptowanego syna René juniora, który przejął prowadzenie kawiarni. Oboje z Edith cieszyli się długim życiem (scenografia i samochody użyte w nakręconym w 1992 roku zakończeniu sugerują, iż dzieje się ono współcześnie), chociaż Edith z wiekiem upodobniła się do swojej matki, przejmując nawet jej pokój na strychu.

## Część dokumentalna
Stanowi większość całego filmu i opowiada historię Allo! Allo! nie tylko jako serialu komediowego, ale także jako pewnego zjawiska w brytyjskiej kulturze, które w pewnych momentach wywoływało bardzo gwałtowne emocje, czasem także negatywne. Wywód narratora jest obficie ilustrowany wypowiedziami zarówno autorów serialu, jak i aktorów (często to pierwsza okazja, by usłyszeć ich mówiących ze swoim prawdziwym, brytyjskim akcentem) oraz innych osób, m.in. krytyków filmowych i telewizyjnych. 